# Shanghai Exhibition Centre
Lo Shanghai Exhibition Centre (cinese: 上海展览中心; pinyin: Shànghǎi Zhǎnlǎn Zhōngxīn) o Shanghai Exhibition Hall (cinese :上海展览馆; pinyin: Shànghǎi Zhǎnlǎn Guǎn; Shanghainese: Zånhae Zuelae Gue) è un complesso edilizio utilizzato per congressi e mostre situato a Shanghai, in Cina. 
L'edificio fu costruito nel 1955 come Sino-Soviet Friendship Building (cinese: 中苏友好大厦) per commemorare l'alleanza tra la Cina e l'Unione Sovietica. Il design e lo stile architettonico si inspira fortemente all'architettura neoclassica in stile russo e impero con elementi del classicismo socialista.
L'edificio, con i suoi 93.000 metri quadrati di superficie, è uno dei più grandi complessi edilizi nel centro di Shanghai e con un'altezza di 110,4 metri è stato dal 1955 al 1988 l'edificio più alto della città.